# 楠塞斯克里克 (阿拉巴馬州)
楠塞斯克里克（英語：Nances Creek）是一個位於美國阿拉巴馬州卡爾霍恩縣的非建制地區和人口普查指定地區。根據2010年美國人口普查，該地人口為130人。

## 地理
楠塞斯克里克的座標為33°51′28″N 85°39′25″W / 33.857778°N 85.656944°W，而該地最高點為海拔高度232米（即761英尺）。